# Санта-Фе-де-Мондухар
Санта-Фе-де-Мондухар (ісп. Santa Fe de Mondújar) — муніципалітет в Іспанії, у складі автономної спільноти Андалусія, у провінції Альмерія. Населення — 489 осіб (2010).
Муніципалітет розташований на відстані близько 400 км на південь від Мадрида, 14 км на північ від Альмерії.
На території муніципалітету розташовані такі населені пункти: (дані про населення за 2010 рік)
- Ла-Кальдерона: 58 осіб
- Естасьйон-де-Феррокарріль: 11 осіб
- Мондухар: 55 осіб
- Санта-Фе-де-Мондухар: 365 осіб

## Демографія
Динаміка населення (INE ):